# TFF 3. Lig 2013/14
Die Spor Toto 3. Lig 2013/14 war die 13. Spielzeit der vierthöchsten türkischen Spielklasse im Fußball der Männer. Sie begann am 1. September 2013 mit dem 1. Spieltag. Am 17. Mai 2014 endete die Saison mit den Playoff-Spielen zwischen den Zweit- bis Fünftplatzierten der drei Gruppen.

## Austragungsmodus
Wie in der Vorsaison spielten 54 Mannschaft in drei Gruppen mit jeweils 18 Mannschaften um den Aufstieg in die TFF 2. Lig bzw. gegen den Abstieg in die regionale Amateurliga. Die Einteilung der Liga wurde nicht regionalspezifisch durchgeführt. In der ersten Etappe, der normalen Ligaphase, stiegen alle Erstplatzierten direkt in die TFF 2. Lig auf, während die drei letztplatzierten Teams aller Gruppen in die Bölgesel Amatör Lig abstiegen. Die Einteilung der Mannschaften in die jeweiligen Gruppen wurde per Auslosung bestimmt. Die Auslosung für diese Spielzeit wurde am 11. Juli 2013 im Olympiahaus des Istanbuler Viertels Ataköy gezogen. Ferner wurde der ersten Etappe, der normalen Liaphase, auch ermittelt, welche Teams sich für die zweite Etappe, für die Playoff-Phase, qualifiziert hatten. Die Zweit- bis Fünftplatzierten aller Gruppen qualifizierten sich für die Playoffs.
In der Playoff-Phase wurden die letzten drei Aufsteiger per K.-o.-System bestimmt wurde. Dabei wurde für jede Gruppe eine separate Playoff-Runde durchgeführt. In jeder dieser Playoff-Runde wurde jeweils ein Aufsteiger ausgespielt. Die Begegnungen aller drei Playoffrunden wurden in für alle teilnehmenden Mannschaften neutralen Städten gespielt und fingen mit den Halbfinalbegegnungen an. Jede K.-o.-Runde wurde mit einer Begegnung gespielt.

## Teilnehmerzusammensetzung
Zum Saisonbeginn kamen zu den von der vorherigen Saison verbliebenen 39 Mannschaften die vier Absteiger aus der TFF 2. Lig Denizli Büyükşehir Belediyespor, Çamlıdere Şekerspor, Ünyespor, Sakaryaspor und die elf Aufsteiger aus der Regionalen Amateurliga Ayvalıkgücü, Düzyurtspor, Yeni Diyarbakırspor, Kızılcabölükspor, Balçova Belediyespor, Çıksalınspor, Tuzlaspor, 1930 Bafraspor, Payas Belediyespor 1975, 68 Yeni Aksarayspor, Ankara Adliyespor hinzu.

## Saisonverlauf

### Ligaphase
Ümraniyespor aus 1. Gruppe gelang am 30. Spieltag durch ein 2:1-Sieg über Yeşil Bursa SK die Meisterschaft und damit der direkte Aufstieg in die TFF 2. Lig. Damit kehrte der Verein nach 14-jähriger Abwesenheit wieder in die dritthöchste türkische Spielklasse zurück. Keçiörengücü sicherte sich am vorletzten Spieltag der TFF 3. Lig 2013/14 durch ein 1:0-Heimsieg gegen Erzincan Refahiyespor vorzeitig in die Meisterschaft der Gruppe 3 und damit den direkten Aufstieg in die TFF 2. Lig. Dadurch kehrte dieser Verein nach siebenjähriger Abstinenz wieder in die 3. türkische Liga zurück. Der Schwarzmeervertreter und Liganeuling Düzyurtspor sicherte sich am letzten Spieltag durch ein 1:0-Heimsieg gegen Maltepespor die Meisterschaft der Gruppe 2 und stieg damit zum ersten Mal seiner Vereinshistorie in die TFF 2. Lig auf.
In der 1. Gruppe standen bereits Wochen vor Saisonende die beiden südostanatolischen Mannschaften Belediye Bingölspor und Siirtspor als Absteiger fest. Am letzten Spieltag rutsche Adıyamanspor auf den 15. Tabellenplatz ab und stand damit als letzter Absteiger der Gruppe 1. fest. Alle drei Vereine stiegen damit nach 30-jähriger Profifußballzugehörigkeit das erste Mal in ihren Historien in die Amateurliga ab.
Aus der 2. Gruppe verfehlten Elazığ Belediyespor und Ünyespor bereits Wochen vor Saisonende den Klassenerhalt. Aus der 3. Gruppe teilte 1930 Bafraspor das gleiche Schicksal wie Elazığ Belediyespor und Ünyespor. Kocaelispor aus der 3. Gruppe stieg durch die 0:1-Niederlage vom 30. Spieltag gegen İstanbulspor ab. Zwar hatte der Verein zu dem nächsten Nichtabstiegsplatz noch eine Punktedifferenz von zwölf Punkte, jedoch hatte der Verein im direkten Vergleich zu Arsinspor mit zwei Niederlagen das schlechtere Verhältnis und hätte diesen auch durch ein besseres Torverhältnis nicht überholen können. Am letzten Spieltag stand mit Çıksalınspor der letzte Absteiger der Gruppe 1. fest. Während Ünyespor nach 30-jähriger Profifußballzugehörigkeit das erste Mal in seiner Historie abstieg, kehrte Çıksalınspor nach einem und Elazığ Belediyespor drei Jahren wieder in die regionale Amateurliga zurück.
In der 3. Gruppe stand 1930 Bafraspor bereits am 30. Spieltag als erste Absteiger fest und kehrte damit nach einer Saison wieder in die regionale Amateurliga zurück. Ebenfalls am 30. Spieltag verpasste der Traditionsverein Kocaelispor den theoretisch noch möglichen Klassenerhalt und verabschiedete sich damit nach 48-jähriger Zugehörigkeit vom türkischen Profifußball. Am letzten Spieltag stand mit Yimpaş Yozgatspor ein weiteres langjähriges Mitglied des türkischen Profifußballs als letzter Absteiger der Gruppe 3 fest.
Mit 26 Ligatoren holte sich Yıldıray Koçal vom Meister Keçiörengücü die Torschützenkrone der TFF 3. Lig.

### Playoffphase
Mit dem Erreichen der Tabellenplätze zwei bis fünf qualifizierten sich Bergama Belediyespor, Ankara Demirspor, Fatih Karagümrük SK, Kahramanmaraş Büyükşehir Belediyespor (Gruppe 1), Batman Petrolspor, Hacettepe SK, Sancaktepe Belediyespor, Erzurum Büyükşehir Belediyespor (Gruppe 2) und İstanbulspor, Yeni Diyarbakırspor, Tuzlaspor, Menemen Belediyespor (Gruppe 3) für die Teilnahme an den Playoffs.
Die Spiele der Playoffrunde der Gruppe 1 fanden im Stadion des 19. Mais Samsun statt. In den Halbfinalbegegnungen traf am 12. Mai der Tabellenzweite Bergama Belediyespor auf den Tabellenvierten Fatih Karagümrük SK und der Tabellendritte Ankara Demirspor auf den Tabellenfünften Kahramanmaraş Büyükşehir Belediyespor. Das Finale wird am 15. Mai zwischen den Siegern dieser zwei Halbfinalbegegnungen gespielt. In der Finalbegegnung, dass aufgrund des Grubenunglücks am 16. Mai gespielt wurde, setzte sich Karagümrük SK mit 3:1 nach Verlängerung gegen Kahramanmaraş Büyükşehir Belediyespor und kehrte damit nach sieben Jahren wieder in die TFF 2. Lig zurück.
Die Spiele der Playoffrunde der Gruppe 2 fanden im Stadion des 12. Februars Kahramanmaraş statt. In den Halbfinalbegegnungen traf am 13. Mai der Tabellenzweite Batman Petrolspor auf den Tabellenvierten Sancaktepe Belediyespor und der Tabellendritte Hacettepe SK auf den Tabellenfünften Erzurum Büyükşehir Belediyespor. Das Finale wird am 16. Mai zwischen den Siegern dieser zwei Halbfinalbegegnungen gespielt. Im Finale setzte sich der Hauptstadtvertreter Hacettepe SK souverän mit 3:0-Sieg gegen Batman Petrolspor durch und vier Jahren wieder in die TFF 2. Lig auf.
Die Spiele der Playoffrunde der Gruppe 3 fanden im Konya-Atatürk-Stadion statt. In den Halbfinalbegegnungen traf am 14. Mai der Tabellenzweite İstanbulspor auf den Tabellenvierten Tuzlaspor und der Tabellendritte Yeni Diyarbakırspor auf den Tabellenfünften Menemen Belediyespor. Das Finale wird am 17. Mai zwischen den Siegern dieser zwei Halbfinalbegegnungen gespielt. Aufgrund des Grubenunglücks wurden die Halbfinalbegegnungen auf den 16. Mai und die Finalbegegnung auf den 19. Mai verschoben. Im Finale setzte sich Menemen Belediyespor mit 1:0-Sieg gegen Yeni Diyarbakırspor durch und 13 Jahren wieder in die TFF 2. Lig auf.

## Besondere Vorkommnisse
- Die Fußballsparte des in Bursa ansässigen Vereins Oyak Renault SK wurde vom Erstligisten der Stadt, von Bursaspor, vor Saisonbeginn aufgekauft. Da in der Türkei die Reservemannschaften der Profivereine nicht an den türkischen Profiligen teilnehmen dürfen und stattdessen in einer Liga für Reservemannschaften, der A2 Ligi, spielen, organisierten sich seit Mitte der 2000er Jahre mehrere türkische Vereine eine Zweitmannschaft. Mit dieser Mannschaft ermöglichten sie dann ihren Reserve- und Nachwuchsspielern Erfahrung in einer Profiliga zu sammeln. Bursaspor nannte den Verein nach der Übernahme in Yeşil Bursa SK um.[12]
- Nach dem Abstieg in die TFF 3. Lig löste der Verein Çamlıdere Şekerspor seinen Vertrag mit der Stadtverwaltung von Çamlıdere auf und nahm wieder seinen historischen Namen Ankara Şekerspor bzw. nur Şekerspor an.[13]
- Der Verein Kahramanmaraş Belediyespor änderte vor Saisonstart seinen Namen entsprechend dem neuen Verwaltungsstatus der Provinz Kahramanmaraş in Kahramanmaraş Büyükşehir Belediyespor um.[14]
- Mit der gleichen Begründung wie Kahramanmaraş Büyükşehir Belediyespor änderten auch Denizli Belediyespor bzw. Van Belediyespor ihre Namen in Denizli Büyükşehir Belediyespor bzw. Van Büyükşehir Belediyespor um. Während Denizli Belediyespor seine Namensänderung bereits vor Saisonbeginn durchgeführt hat, änderte Belediye Vanspor seinen Namen erst vor dem 33. Spieltag um.
- Der Verein Trabzon Kanuni FK änderte seinen Namen zum Sommer 2013 in Trabzon Akçaabat FK, um. Ob dieser neue Verein der Nachfolgeverein des ehemaligen Erstligisten Akçaabat Sebatspor ist, wurde nicht konkret gesagt.[15] Nach der Namensänderung zog aber der Klub in die Kreisstadt Akçaabat.
- Auf Aufforderung von des türkischen Fußballverbandes änderte der Verein Elibol Sandıklıspor zum Saisonstart seinen Namen in Elibol Sandıklıspor um.[16]
- Im März 2014 gliederte der Verein Derince Belediyespor seine Fußballsparte aus und wandelte sie in eine Aktiengesellschaft, in der Türkei als Anonim Şirket (kurz A.Ş.) bezeichnet, um. Einhergehend mit dieser Ausgliederung wurde der Vereinsname auch in Derincespor A.Ş. umbenannt.[17][18]
- Den beiden südostanatolischen Mannschaften Belediye Bingölspor und Siirtspor wurden drei Punkte abgezogen, nachdem beide Vereine am 18. Spieltag ihre jeweiligen Begegnungen nicht angetreten waren.[19]
- Dem Verein Ünyespor wurden drei Punkte abgezogen, nachdem dieser Klub am 32. Spieltag seine Auswärtsbegegnungen gegen Düzyurtspor nicht angetreten war.[20]
- Belediye Bingölspor konnte wegen finanzieller Schwierigkeiten die Spielergehälter nicht zahlen. Nachdem die Lage nach der Rückrunde sich weiter verschärfte, konnte der Klub die Auswärtspartie gegen Kizilcabölükspor nicht antreten und fehlte damit in der laufenden Saison das zweite Mal eine Begegnung. Daraufhin entschied das Disziplinarkomitee (PFDK) des nationalen Fußballverbandes, mit Bezug auf ihr Regelwerk, den Verein mit sofortiger Wirkung zwangsabsteigen zu lassen. Alle restlichen Begegnungen des Vereins wurden abgesagt und mit einer 0:3-Niederlage vorentschieden.[4]
- Die Vereinsführung von Siirtspor beantragte nach dem 18. Spieltag den Rückzug vom Ligabetrieb.[21] Nachdem der Verein auch das Spiel vom 19. Spieltag gegen Derincespor nicht angetreten war, trat das Reglement in Kraft, wonach Teams die innerhalb einer Saison grundlos zwei Spiele nicht antraten automatisch zwangsabsteigen mussten. Alle verbliebenen Spiele des Klubs wurden mit einer 0:3-Niederlage bewertet.[22]
- Ünyespor trat am letzten Spieltag der Saison seine Auswärtsbegegnungen gegen Çıksalınspor nicht an. Daraufhin entschied das Disziplinarkomitee (PFDK) des nationalen Fußballverbandes, mit Bezug auf ihr Regelwerk, den Verein mit sofortiger Wirkung zwangsabsteigen zu lassen. Über das Ergebnis der Partie hat der Verband vorerst keine Entscheidung gefällt. Da Çıksalınspor allerdings vor dem letzten Spieltag zwei Punkte vom letzten Nichtabstiegsplatzierten Sakaryaspor entfernt war, hatte diese Begegnung für Çıksalınspor eine große Bedeutung. Çıksalınspor wäre auch im Falle einer 3:0-Wertung zu seinen Gunsten abgestiegen, da Sakaryaspor am letzten Spieltag einen Punkt holten konnte und durch den direkten Vergleich mit Çıksalınspor vor diesem platziert war.[23] Da aber alle Spiele zeitgleich angesetzt waren, beschwerte sich die Vereinsführung von Çıksalınspor.[24]
- Wegen des Grubenunglücks in Soma verschob der türkische Fußballverband die zum 14. Mai 2014 angesetzten Playoff-Halbfinalbegegnungen der Gruppe 3, İstanbulspor-Tuzlaspor und Yeni Diyarbakırspor-Menemen Belediyespor, und die zum 15. Mai 2014 angesetzte Playoff-Finalbegegnung der Gruppe 1 zwischen Fatih Karagümrük SK-Kahramanmaraş Büyükşehir Belediyespor auf den 16. Mai 2014. Zudem wurde Finalbegegnung der Gruppe 3 vom 17. Mai auf den 19. Mai verschoben.[25]

## Mannschaften 2013/14

### 1. Gruppe
| Mannschaft                 | Stadt         | Gründung | In der Liga seit | Letzte Saison | Stadion                   | Kapazität |
| -------------------------- | ------------- | -------- | ---------------- | ------------- | ------------------------- | --------- |
| Adıyamanspor               | Adıyaman      | 1946     | 2012             | 11.           | Adıyaman Atatürk Stadyumu | 8.596     |
| Ankara Adliyespor          | Ankara        | 1993     | 2013             | Neuling       | Hasan Doğan Stadyumu      | 10.0000   |
| Ankara Demirspor           | Ankara        | 1932     | 2006             | 9.            | Cebeci İnönü Stadyumu     | 37.0000   |
| Belediye Bingölspor        | Bingöl        | 1981     | ?                | 6.            | Bingöl Şehir Stadı        | 3.000     |
| Bergama Belediyespor       | Bergama       | 1970     | 2012             | 15.           | 14 Eylül Stadı            | 2.000     |
| Beylerbeyi SK              | Istanbul      | 1911     | ?                | 10.           | Beylerbeyi 75. Yıl Stadı  | 5.500     |
| Derincespor                | Derince       | 1995     | 2012             | 12.           | İsmetpaşa Stadyumu        | 16.7500   |
| Fatih Karagümrük SK        | Istanbul      | 1926     | 2012             | 2.            | Vefa Stadı                | 12.5000   |
| Kahramanmaraş BB           | Kahramanmaraş | 1976     | 2012             | 4.            | Hanefi Mahçiçek Stadyumu  | 9.169     |
| Kızılcabölükspor           | Kızılcabölük  | 1982     | 2013             | Neuling       | Tavas İlçe Stadı          | ?         |
| Payas Belediyespor 1975    | Payas         | 1975     | 2013             | Neuling       | 5 Temmuz Stadyumu         | 12.3900   |
| Silivrispor                | Silivri       | 1957     | 2012             | 13.           | Silviri Stadyumu          | ?         |
| Siirtspor                  | Siirt         | 1969     | 2007             | 4.            | Siirt Atatürk Stadyumu    | 5.650     |
| Sivas 4 Eylül Belediyespor | Sivas         | 2009     | 2010             | 3.            | Sivas 4 Eylül Stadı       | 16.8500   |
| Tekirova Belediyespor      | Kemer         | 2003     | 2009             | 4.            | Dr. Fehmi Öncel Stadı     | 12.3900   |
| Trabzon Akçaabat FK        | Akçaabat      | 1980     | 2009             | 15.           | Akçaabat Fatih Stadion    | 2.850     |
| Ümraniyespor               | Istanbul      | 1938     | 2011             | 5.            | Ümraniye İlçe Stadyumu    | 0500      |
| Yeşil Bursa SK             | Bursa         | 1974     | ?                | 9.            | Veledrom Stadı            | 10.0000   |

### 2. Gruppe
| Mannschaft                | Stadt      | Gründung | In der Liga seit | Letzte Saison | Stadion                      | Kapazität |
| ------------------------- | ---------- | -------- | ---------------- | ------------- | ---------------------------- | --------- |
| 68 Yeni Aksarayspor       | Aksaray    | 1967     | 2013             | Neuling       | Aksaray Atatürk Stadı        | 17.0000   |
| Balçova Belediyespor      | Balçova    | 2012     | 2013             | Neuling       | Balçova İlçe Sahası          | 0500      |
| Batman Petrolspor         | Batman     | 1960     | 2006             | 4.            | Batman 16 Mayıs Stadyumu     | 4.900     |
| Bursa Nilüferspor         | Nilüfer    | 1999     | ?                | 14.           | Nilüfer Stadı                | 2.000     |
| Çıksalınspor              | Istanbul   | 1955     | 2013             | Neuling       | Vefa Stadyumu                | 12.5000   |
| Çorum Belediyespor        | Çorum      | 1997     | 2012             | 12.           | Dr. Turhan Kılıçcıoğlu Stadı | 11.2630   |
| Darıca Gençlerbirliği     | Darıca     | 1934     | 2009             | 2.            | Darıca İlçe Stadı            | 6.000     |
| Düzyurtspor               | Trabzon    | 1986     | 2013             | Neuling       | Yavuz Selim Stadı            | 1.820     |
| Elazığ Belediyespor       | Elazığ     | 1989     | 2011             | 15.           | Elazığ Atatürk Stadyumu      | 15.0000   |
| Erzurum BB                | Erzurum    | 2005     | ?                | 6.            | Yeni Erzurum Stadyumu        | 28.8000   |
| Hacettepe SK              | Ankara     | 2001     | 2011             | 7.            | Cebeci İnönü Stadı           | 37.0000   |
| Maltepespor               | Istanbul   | 1923     | ?                | 8.            | Maltepe Hasan Polat Stadyumu | 6.000     |
| Manavgat Evrensekispor    | Evrenseki  | 2008     | ?                | 9.            | Evrenseki Belde Stadyumu     | 0300      |
| Orhangazispor             | Orhangazi0 | 1982     | 2005             | 7.            | Orhangazi Stadı              | 2.000     |
| Sakaryaspor               | Sakarya    | 1965     | 2013             | Absteiger     | Sakarya-Atatürk-Stadion      | 13.2160   |
| Sancaktepe Belediyespor00 | Istanbul   | 2008     | ?                | 7.            | Hakan Şükür Stadyumu         | 7.000     |
| Elibol Sandıklıspor       | Sandıklı   | 1986     | 2011             | 14.           | Sandıklı Şehir Stadyumu      | 2.500     |
| Ünyespor                  | Ünye       | 1957     | 2013             | Absteiger     | Ünye İlçe Stadyumu           | 10.3400   |

### 3. Gruppe
| Mannschaft                  | Stadt      | Gründung | In der Liga seit | Letzte Saison | Stadion                        | Kapazität |
| --------------------------- | ---------- | -------- | ---------------- | ------------- | ------------------------------ | --------- |
| 1930 Bafraspor              | Bafra      | 1999     | 2013             | Neuling       | Bafra Şehir Stadyumu           | 5.000     |
| Ankara Şekerspor            | Ankara     | 1947     | 2013             | Absteiger     | Ostim Stadion                  | 5.000     |
| Arsinspor                   | Arsin      | 1973     | ?                | 13.           | Arsin İlçe Stadı               | 10.000    |
| Ayvalıkgücü                 | Ayvalık    | 1966     | 2013             | Neuling       | Hüsnü Uğural Stadyumu          | 5.000     |
| Denizli BB                  | Denizli    | 1981     | 2013             | Absteiger     | Doğan Seyfi Atlı Stadı         | 2.000     |
| Erzincan Refahiyespor       | Refahiye   | 1984     | 2012             | 10.           | 13 Şubat Stadyumu              | 6.000     |
| Gölcükspor                  | Gölcük     | 1984     | 2002             | 11.           | Şirinköy Stadı                 | 5.000     |
| İstanbulspor                | Istanbul   | 1926     | 2010             | 3.            | Bahçelievler Stadı             | 5.000     |
| Kayseri Şekerspor           | Kayseri    | ?        | 2012             | 8.            | Kayseri Atatürk Spor Kompleksi | ?         |
| Keçiörengücü                | Ankara     | 1987     | ?                | 3.            | Aktepe Stadı                   | 5.040     |
| Kırıkhanspor                | Kırıkhan   | 1938     | ?                | 6.            | Kırıkhan Şehir Stadyumu        | 6.500     |
| Kocaelispor                 | Kocaeli    | 1966     | 2012             | 14.           | İsmetpaşa-Stadion              | 16.7500   |
| Menemen Belediyespor        | Menemen    | 1993     | ?                | 8.            | Menemen Şehir Stadı            | 2.500     |
| Tuzlaspor                   | Istanbul   | 1954     | 2013             | Neuling       | Tuzla Belediyesi Stadyumu      | 2.000     |
| Üsküdar Anadolu 1908 SK     | Istanbul   | 1953     | 2006             | 10.           | Beylerbeyi 75. Yıl Stadı       | 5.000     |
| Van Büyükşehir Belediyespor | Van        | 1982     | ?                | 12.           | Van Atatürk Stadı              | 10.5000   |
| Yeni Diyarbakırspor         | Diyarbakır | 1985     | 2013             | Neuling       | Diyarbakır Atatürk Stadyumu    | 12.9630   |
| Yimpaş Yozgatspor           | Yozgat     | 1959     | 2006             | 11.           | Bozok Stadion                  | 8.640     |

## 1. Gruppe

### Abschlusstabelle
| Pl. | Verein                      | Sp. | S  | U  | N  | Tore    | Diff. | Punkte |
| --- | --------------------------- | --- | -- | -- | -- | ------- | ----- | ------ |
| 1.  | Ümraniyespor                | 34  | 20 | 9  | 5  | 057:320 | +25   | 69     |
| 2.  | Bergama Belediyespor        | 34  | 16 | 10 | 8  | 052:300 | +22   | 58     |
| 3.  | Ankara Demirspor            | 34  | 16 | 10 | 8  | 040:220 | +18   | 58     |
| 4.  | Fatih Karagümrük SK         | 34  | 15 | 12 | 7  | 045:240 | +21   | 57     |
| 5.  | Kahramanmaraş BB            | 34  | 16 | 9  | 9  | 056:370 | +19   | 57     |
| 6.  | Silivrispor                 | 34  | 14 | 13 | 7  | 042:300 | +12   | 55     |
| 7.  | Derincespor                 | 34  | 15 | 10 | 9  | 040:310 | +9    | 55     |
| 8.  | Beylerbeyi SK               | 34  | 13 | 14 | 7  | 052:340 | +18   | 53     |
| 9.  | Sivas 4 Eylül Belediyespor  | 34  | 14 | 10 | 10 | 051:320 | +19   | 52     |
| 10. | Trabzon Akçaabat FK         | 34  | 14 | 9  | 11 | 039:300 | +9    | 51     |
| 11. | Tekirova Belediyespor       | 34  | 13 | 9  | 12 | 047:310 | +16   | 48     |
| 12. | Yeşil Bursa SK              | 34  | 12 | 9  | 13 | 049:400 | +9    | 45     |
| 13. | Payas Belediyespor 1975 (N) | 34  | 12 | 9  | 13 | 047:370 | +10   | 45     |
| 14. | Kızılcabölükspor (N)        | 34  | 11 | 11 | 12 | 041:360 | +5    | 44     |
| 15. | Ankara Adliyespor (N)       | 34  | 11 | 6  | 17 | 046:590 | −13   | 39     |
| 16. | Adıyamanspor                | 34  | 11 | 6  | 17 | 036:470 | −11   | 39     |
| 17. | Siirtspor ° ,°°             | 33  | 2  | 4  | 27 | 009:760 | −67   | 07     |
| 18. | Belediye Bingölspor ° ,°°°  | 33  | 0  | 0  | 33 | 003:124 | −121  | −3     |

Platzierungskriterien: 1. Punkte – 2. Direkter Vergleich (Punkte, Tordifferenz, geschossene Tore) – 3. Tordifferenz – 4. geschossene Tore

| (N) | Neuaufsteiger aus der regionalen Amateurliga |

- ° Belediye Bingölspor und Siirtspor wurden am Saisonende drei Punkte abgezogen.
- °° Nachdem Siirtspor auch das Spiel am 19. Spieltag gegen Derincespor nicht angetreten war, trat das Reglement in Kraft, wonach Teams, die innerhalb einer Saison grundlos zwei Spiele nicht antraten, automatisch zwangsabsteigen mussten. Alle verbliebenen Spiele des Klubs wurden mit einer 0:3-Niederlage gewertet.
- °°° Belediye Bingölspor konnte die Auswärtsbegegnung gegen Kizilcabölükspor nicht antreten und fehlte damit in der laufenden Saison das zweite Mal eine Begegnung. Daraufhin entschied das Disziplinarkomitee (PFDK) des nationalen Fußballverbandes, mit Bezug auf ihr Regelwerk, den Verein mit sofortiger Wirkung zwangsabsteigen zu lassen. Alle restlichen Begegnungen des Vereins wurden abgesagt und jeweils mit einer 0:3-Niederlage belegt.[4]

### Kreuztabelle
Die Kreuztabelle stellt die Ergebnisse aller Spiele dieser Saison dar. Die Heimmannschaft ist in der linken Spalte, die Gastmannschaft in der oberen Zeile aufgelistet.
| 2013/14                    | Adıyamanspor | Ankara Adliyespor | Ankara Demirspor | Belediye Bingölspor | Bergama Belediyespor | Beylerbeyi SK | Derincespor | Fatih Karagümrük SK | Kahramanmaraş Büyükşehir Belediyespor | Kizilcabolukspor.png | Yeşil Bursa SK |       |       | Siirtspor | Sivas 4 Eylül Belediyespor | Tekirova Belediyespor |       | Ümraniyespor |
| -------------------------- | ------------ | ----------------- | ---------------- | ------------------- | -------------------- | ------------- | ----------- | ------------------- | ------------------------------------- | -------------------- | -------------- | ----- | ----- | --------- | -------------------------- | --------------------- | ----- | ------------ |
| Adıyamanspor               |              | 2:1               | 0:2              | 2:0                 | 1:0                  | 3:0           | 0:1         | 0:1                 | 0:2                                   | 0:2                  | 4:3            | 1:0   | 0:1   | 3:1       | 2:5                        | 0:0                   | 1:1   | 2:1          |
| Ankara Adliyespor          | 3:1          |                   | 0:1              | 3:0 3               | 1:2                  | 0:1           | 1:0         | 0:4                 | 2:2                                   | 0:4                  | 0:4            | 1:2   | 1:0   | 3:0 3     | 2:5                        | 2:0                   | 1:0   | 2:2          |
| Ankara Demirspor           | 4:0          | 1:0               |                  | 4:0                 | 1:0                  | 0:0           | 0:0         | 1:0                 | 0:1                                   | 1:1                  | 0:1            | 1:0   | 0:1   | 3:0 3     | 1:0                        | 1:0                   | 0:0   | 1:1          |
| Belediye Bingölspor        | 0:3 3        | 1:3               | 0:5              |                     | 0:3 3                | 0:3 1         | 0:3         | 0:3 3               | 0:3                                   | 0:4                  | 0:3 3          | 0:3 3 | 0:3 3 | 0:2       | 0:3 3                      | 0:7                   | 0:3 3 | 1:7          |
| Bergama Belediyespor       | 1:1          | 1:1               | 2:0              | 3:0 3               |                      | 3:0           | 3:2         | 0:1                 | 4:0                                   | 1:1                  | 2:2            | 0:0   | 1:1   | 2:0       | 3:2                        | 2:2                   | 2:0   | 0:1          |
| Beylerbeyi SK              | 0:0          | 4:2               | 2:1              | 8:0                 | 2:2                  |               | 2:2         | 1:0                 | 1:1                                   | 4:1                  | 0:1            | 0:1   | 2:2   | 0:0       | 2:2                        | 1:0                   | 0:0   | 4:1          |
| Derincespor                | 0:3          | 2:1               | 1:1              | 3:0 3               | 1:0                  | 3:4           |             | 1:3                 | 2:0                                   | 1:1                  | 1:0            | 2:1   | 1:1   | 2:0       | 1:0                        | 1:0                   | 1:0   | 0:0          |
| Fatih Karagümrük SK        | 0:0          | 2:1               | 0:2              | 3:0                 | 0:1                  | 1:1           | 0:0         |                     | 4:1                                   | 3:2                  | 2:1            | 0:0   | 0:0   | 3:0 2     | 0:1                        | 2:0                   | 1:1   | 1:1          |
| Kahramanmaraş BB           | 3:2          | 2:2               | 1:2              | 11:0                | 1:2                  | 0:2           | 3:0         | 2:3                 |                                       | 2:0                  | 0:0            | 2:1   | 2:1   | 0:0       | 1:0                        | 2:1                   | 1:0   | 1:1          |
| Kızılcabölükspor           | 2:0          | 2:2               | 2:0              | 3:0 3               | 1:2                  | 1:0           | 0:0         | 1:1                 | 0:3                                   |                      | 1:2            | 1:1   | 0:1   | 3:0 3     | 0:0                        | 0:1                   | 0:2   | 1:2          |
| Yeşil Bursa SK             | 1:0          | 2:4               | 2:2              | 3:0 3               | 2:1                  | 0:1           | 1:1         | 0:0                 | 0:1                                   | 0:0                  |                | 3:1   | 2:3   | 4:0       | 2:3                        | 0:1                   | 2:2   | 2:1          |
| Payas Belediyespor 1975    | 4:0          | 3:0               | 2:0              | 5:1                 | 0:0                  | 1:1           | 1:2         | 0:2                 | 0:1                                   | 1:1                  | 1:1            |       | 2:3   | 3:0 3     | 3:1                        | 2:2                   | 2:1   | 2:3          |
| Silivrispor                | 1:0          | 3:0               | 1:1              | 3:0                 | 2:1                  | 2:0           | 0:0         | 2:3                 | 1:1                                   | 0:0                  | 1:0            | 1:1   |       | 3:0 3     | 0:0                        | 2:1                   | 0:0   | 1:1          |
| Siirtspor                  | 0:3 3        | 1:2               | 1:1              | -:- 4               | 0:3 3                | 0:3 3         | 0:3 3       | 1:0                 | 0:3 3                                 | 1:2                  | 0:3 3          | 0:1   | 1:1   |           | 0:3 3                      | 0:3 3                 | 1:2   | 0:1          |
| Sivas 4 Eylül Belediyespor | 1:1          | 1:0               | 1:1              | 4:0                 | 3:4                  | 1:1           | 2:0         | 1:1                 | 0:0                                   | 1:2                  | 1:0            | 2:0   | 4:0   | 1:0       |                            | 1:0                   | 1:1   | 0:1          |
| Tekirova Belediyespor      | 4:1          | 1:1               | 0:1              | 3:0 3               | 1:0                  | 1:1           | 1:0         | 0:0                 | 2:2                                   | 2:0                  | 1:1            | 0:1   | 1:0   | 6:0       | 1:0                        |                       | 1:1   | 2:0          |
| Trabzon Akçaabat FK        | 1:0          | 0:2               | 1:0              | 3:0                 | 0:1                  | 1:1           | 0:2         | 2:1                 | 3:1                                   | 1:2                  | 3:0            | 1:0   | 2:0   | 3:0 3     | 1:0                        | 2:0                   |       | 1:3          |
| Ümraniyespor               | 1:0          | 3:2               | 1:2              | 3:0 3               | 0:0                  | 1:0           | 2:0         | 0:0                 | 1:0                                   | 1:0                  | 2:1            | 3:2   | 2:1   | 3:0 3     | 1:1                        | 4:2                   | 2:0   |              |

## 2. Gruppe

### Abschlusstabelle
| Pl. | Verein                   | Sp. | S  | U  | N  | Tore    | Diff. | Punkte |
| --- | ------------------------ | --- | -- | -- | -- | ------- | ----- | ------ |
| 1.  | Düzyurtspor (N)          | 34  | 19 | 8  | 7  | 055:270 | +28   | 65     |
| 2.  | Batman Petrolspor        | 34  | 19 | 6  | 9  | 049:330 | +16   | 63     |
| 3.  | Hacettepe SK             | 34  | 15 | 12 | 7  | 056:320 | +24   | 57     |
| 4.  | Elibol Sandıklıspor      | 34  | 15 | 11 | 8  | 042:270 | +15   | 56     |
| 5.  | Erzurum BB               | 34  | 15 | 11 | 8  | 045:310 | +14   | 56     |
| 6.  | Darıca Gençlerbirliği    | 34  | 15 | 10 | 9  | 046:250 | +21   | 55     |
| 7.  | Çorum Belediyespor       | 34  | 15 | 8  | 11 | 049:350 | +14   | 53     |
| 8.  | Manavgat Evrensekispor   | 34  | 15 | 8  | 11 | 056:490 | +7    | 53     |
| 9.  | Sancaktepe Belediyespor  | 34  | 12 | 12 | 10 | 045:410 | +4    | 48     |
| 10. | Bursa Nilüferspor        | 34  | 11 | 12 | 11 | 030:380 | −8    | 45     |
| 11. | Maltepespor              | 34  | 12 | 7  | 15 | 043:470 | −4    | 43     |
| 12. | 68 Yeni Aksarayspor (N)  | 34  | 10 | 12 | 12 | 031:380 | −7    | 42     |
| 13. | Orhangazispor            | 34  | 10 | 10 | 14 | 045:580 | −13   | 40     |
| 14. | Balçova Belediyespor (N) | 34  | 10 | 9  | 15 | 035:490 | −14   | 39     |
| 15. | Sakaryaspor (A)          | 34  | 9  | 10 | 15 | 035:470 | −12   | 37     |
| 16. | Çıksalınspor (N)         | 33  | 7  | 13 | 13 | 035:430 | −8    | 34     |
| 17. | Ünyespor (A) ° ,°°       | 33  | 5  | 9  | 19 | 021:380 | −17   | 21     |
| 18. | Elazığ Belediyespor      | 34  | 4  | 6  | 24 | 023:830 | −60   | 18     |

Platzierungskriterien: 1. Punkte – 2. Direkter Vergleich (Punkte, Tordifferenz, geschossene Tore) – 3. Tordifferenz – 4. geschossene Tore

| (A) | Absteiger aus der TFF 2. Lig 2012/13         |
| (N) | Neuaufsteiger aus der regionalen Amateurliga |

- ° Ünyespor wurde im Saisonverlauf aufgrund eines Nichtantretens drei Punkte abgezogen.
- °° Ünyespor trat am letzten Spieltag seine Begegnung nicht an. Daraufhin entschied das Disziplinarkomitee (PFDK) des nationalen Fußballverbandes, mit Bezug auf ihr Regelwerk, den Verein mit sofortiger Wirkung zwangsabsteigen zu lassen.

### Kreuztabelle
Die Kreuztabelle stellt die Ergebnisse aller Spiele dieser Saison dar. Die Heimmannschaft ist in der linken Spalte, die Gastmannschaft in der oberen Zeile aufgelistet.
| 2013/14                 | 68 Yeni Aksarayspor |     | Batman Petrolspor | Bursa Nilüferspor | Çorum Belediyespor | Darıca Gençlerbirliği | Düzyurtspor | Elazığ Belediyespor | Erzurum Büyükşehir Belediyespor | Hacettepe SK | Çıksalınspor | Maltepespor |     | Orhangazispor | Sakaryaspor | Sancaktepe Belediyespor | Elibol Sandıklıspor | Ünyespor |
| ----------------------- | ------------------- | --- | ----------------- | ----------------- | ------------------ | --------------------- | ----------- | ------------------- | ------------------------------- | ------------ | ------------ | ----------- | --- | ------------- | ----------- | ----------------------- | ------------------- | -------- |
| 68 Yeni Aksarayspor     |                     | 0:1 | 0:2               | 2:0               | 0:0                | 2:1                   | 1:3         | 1:1                 | 0:0                             | 1:5          | 1:0          | 3:3         | 1:1 | 3:1           | 2:1         | 2:1                     | 0:0                 | 1:0      |
| Balçova Belediyespor    | 0:0                 |     | 0:1               | 0:0               | 1:0                | 1:0                   | 0:1         | 1:1                 | 4:2                             | 1:2          | 3:2          | 0:1         | 1:4 | 6:3           | 0:1         | 0:0                     | 1:2                 | 0:0      |
| Batman Petrolspor       | 1:0                 | 2:0 |                   | 1:1               | 2:1                | 0:0                   | 2:1         | 0:1                 | 2:0                             | 1:2          | 1:0          | 5:1         | 3:3 | 3:2           | 2:1         | 0:1                     | 1:0                 | 2:1      |
| Bursa Nilüferspor       | 1:0                 | 2:1 | 2:1               |                   | 1:0                | 0:0                   | 0:1         | 3:2                 | 2:1                             | 1:0          | 2:0          | 0:2         | 0:1 | 1:1           | 1:0         | 0:1                     | 1:1                 | 1:1      |
| Çorum Belediyespor      | 3:1                 | 4:1 | 0:1               | 1:1               |                    | 0:1                   | 2:0         | 3:2                 | 1:1                             | 2:1          | 0:0          | 4:1         | 3:2 | 5:0           | 1:0         | 1:0                     | 1:2                 | 2:1      |
| Darıca Gençlerbirliği   | 1:0                 | 4:0 | 2:2               | 1:0               | 0:0                |                       | 0:1         | 1:4                 | 3:0                             | 3:1          | 3:1          | 2:0         | 0:2 | 0:1           | 0:1         | 3:0                     | 3:1                 | 0:0      |
| Düzyurtspor             | 1:1                 | 1:2 | 1:0               | 0:1               | 0:0                | 2:1                   |             | 6:1                 | 1:1                             | 0:0          | 2:1          | 1:0         | 1:0 | 2:0           | 5:0         | 2:1                     | 0:0                 | 3:0 5    |
| Elazığ Belediyespor     | 1:0                 | 2:1 | 1:2               | 0:0               | 0:3                | 1:4                   | 0:3         |                     | 0:2                             | 0:2          | 0:0          | 0:0         | 0:1 | 0:1           | 1:2         | 1:3                     | 0:3                 | 1:0      |
| Erzurum BB              | 0:0                 | 2:0 | 2:0               | 4:0               | 1:0                | 0:3                   | 1:2         | 3:2                 |                                 | 1:1          | 2:0          | 2:1         | 1:1 | 3:1           | 2:1         | 2:0                     | 1:0                 | 3:0      |
| Hacettepe SK            | 2:1                 | 2:3 | 1:1               | 5:2               | 0:0                | 1:1                   | 2:0         | 4:0                 | 1:2                             |              | 2:3          | 3:1         | 3:1 | 1:0           | 2:0         | 2:0                     | 1:1                 | 2:0      |
| Çıksalınspor            | 0:1                 | 1:1 | 1:1               | 1:1               | 3:1                | 1:1                   | 2:2         | 5:2                 | 1:1                             | 1:1          |              | 1:0         | 1:1 | 0:3           | 1:1         | 4:2                     | 2:1                 | -:- 6    |
| Maltepespor             | 0:3                 | 1:2 | 2:0               | 1:3               | 1:1                | 2:1                   | 1:0         | 5:0                 | 2:1                             | 0:1          | 0:0          |             | 2:0 | 5:2           | 1:1         | 1:1                     | 1:0                 | 2:1      |
| Manavgat Evrensekispor  | 1:0                 | 1:1 | 0:2               | 1:1               | 1:4                | 2:1                   | 3:1         | 5:1                 | 1:2                             | 1:4          | 2:1          | 3:2         |     | 3:2           | 4:0         | 2:2                     | 1:2                 | 0:2      |
| Orhangazispor           | 0:0                 | 2:3 | 2:3               | 0:0               | 2:1                | 1:2                   | 1:4         | 3:1                 | 1:1                             | 1:1          | 1:1          | 2:1         | 1:1 |               | 1:3         | 2:1                     | 2:2                 | 3:0      |
| Sakaryaspor             | 0:0                 | 0:0 | 0:2               | 3:1               | 1:2                | 0:1                   | 0:4         | 7:0                 | 1:1                             | 0:0          | 1:0          | 0:3         | 1:3 | 0:1           |             | 2:1                     | 0:0                 | 1:1      |
| Sancaktepe Belediyespor | 3:0                 | 2:0 | 2:1               | 1:1               | 3:2                | 2:2                   | 2:2         | 5:0                 | 0:0                             | 1:1          | 2:0          | 0:0         | 2:1 | 0:0           | 2:2         |                         | 2:2                 | 1:0      |
| Elibol Sandıklıspor     | 2:3                 | 3:0 | 1:0               | 2:0               | 4:0                | 0:0                   | 1:1         | 1:0                 | 1:0                             | 1:1          | 1:0          | 2:0         | 3:1 | 0:0           | 0:2         | 1:0                     |                     | 2:1      |
| Ünyespor                | 1:1                 | 0:0 | 0:1               | 2:0               | 0:1                | 0:2                   | 0:1         | 1:1                 | 1:0                             | 0:0          | 0:1          | 2:0         | 0:1 | 2:2           | 2:2         | 3:0                     | 0:1                 |          |

## 3. Gruppe

### Abschlusstabelle
| Pl. | Verein                  | Sp. | S  | U  | N  | Tore    | Diff. | Punkte |
| --- | ----------------------- | --- | -- | -- | -- | ------- | ----- | ------ |
| 1.  | Keçiörengücü            | 34  | 20 | 6  | 8  | 054:380 | +16   | 66     |
| 2.  | İstanbulspor            | 34  | 17 | 12 | 5  | 057:330 | +24   | 63     |
| 3.  | Yeni Diyarbakırspor (N) | 34  | 18 | 7  | 9  | 057:240 | +33   | 61     |
| 4.  | Tuzlaspor (N)           | 34  | 19 | 3  | 12 | 059:410 | +18   | 60     |
| 5.  | Menemen Belediyespor    | 34  | 15 | 14 | 5  | 047:320 | +15   | 59     |
| 6.  | Gölcükspor              | 34  | 13 | 12 | 9  | 040:330 | +7    | 51     |
| 7.  | Ayvalıkgücü (N)         | 34  | 13 | 9  | 12 | 049:420 | +7    | 48     |
| 8.  | Denizli BB (A)          | 34  | 12 | 11 | 11 | 044:430 | +1    | 47     |
| 9.  | Üsküdar Anadolu 1908 SK | 34  | 11 | 12 | 11 | 038:410 | −3    | 45     |
| 10. | Refahiyespor            | 34  | 12 | 9  | 13 | 032:360 | −4    | 45     |
| 11. | Kırıkhanspor            | 34  | 12 | 8  | 14 | 052:450 | +7    | 44     |
| 12. | Ankara Şekerspor (A)    | 34  | 10 | 12 | 12 | 031:400 | −9    | 42     |
| 13. | Arsinspor               | 34  | 11 | 9  | 14 | 039:490 | −10   | 42     |
| 14. | Kayseri Şekerspor       | 34  | 11 | 9  | 14 | 041:490 | −8    | 42     |
| 15. | Van BB                  | 34  | 11 | 7  | 16 | 034:360 | −2    | 40     |
| 16. | Yimpaş Yozgatspor       | 34  | 9  | 12 | 13 | 032:410 | −9    | 39     |
| 17. | Kocaelispor             | 34  | 9  | 1  | 24 | 037:730 | −36   | 28     |
| 18. | 1930 Bafraspor (N)      | 34  | 5  | 3  | 26 | 028:750 | −47   | 18     |

Platzierungskriterien: 1. Punkte – 2. Direkter Vergleich (Punkte, Tordifferenz, geschossene Tore) – 3. Tordifferenz – 4. geschossene Tore

| (A) | Absteiger aus der TFF 2. Lig 2012/13         |
| (N) | Neuaufsteiger aus der regionalen Amateurliga |

### Kreuztabelle
Die Kreuztabelle stellt die Ergebnisse aller Spiele dieser Saison dar. Die Heimmannschaft ist in der linken Spalte, die Gastmannschaft in der oberen Zeile aufgelistet.
| 2013/14                 | 1930 Bafraspor | Arsinspor | Ayvalıkgücü |     | Ankara Şekerspor | Denizli BB | Gölcükspor | İstanbulspor |     | Keçiörengücü | Kırıkhanspor | Kocaelispor | Menemen Belediyespor |     | Tuzlaspor | Üsküdar Anadolu 1908 SK | Yozgatspor |     |
| ----------------------- | -------------- | --------- | ----------- | --- | ---------------- | ---------- | ---------- | ------------ | --- | ------------ | ------------ | ----------- | -------------------- | --- | --------- | ----------------------- | ---------- | --- |
| 1930 Bafraspor          |                | 1:0       | 1:4         | 0:0 | 1:2              | 1:0        | 1:2        | 1:4          | 1:2 | 1:3          | 2:5          | 2:3         | 1:2                  | 1:1 | 1:0       | 0:2                     | 2:0        | 1:5 |
| Arsinspor               | 3:0            |           | 2:1         | 0:0 | 1:2              | 4:2        | 0:0        | 2:2          | 2:0 | 1:0          | 1:0          | 2:1         | 3:5                  | 0:1 | 1:0       | 2:3                     | 1:1        | 1:1 |
| Ayvalıkgücü             | 4:0            | 2:2       |             | 1:1 | 0:2              | 0:0        | 0:1        | 2:2          | 3:1 | 1:2          | 2:1          | 4:1         | 1:1                  | 2:1 | 2:1       | 2:0                     | 3:1        | 1:0 |
| Van BB                  | 4:2            | 1:0       | 1:0         |     | 0:0              | 2:1        | 3:0        | 1:0          | 0:0 | 0:0          | 2:1          | 1:0         | 1:2                  | 0:2 | 4:0       | 1:2                     | 1:1        | 1:3 |
| Ankara Şekerspor        | 1:1            | 1:1       | 0:0         | 0:2 |                  | 0:2        | 0:0        | 2:1          | 3:1 | 0:0          | 0:0          | 2:1         | 1:1                  | 3:0 | 1:0       | 1:4                     | 0:2        | 0:1 |
| Denizli BB              | 0:1            | 1:0       | 3:3         | 2:1 | 2:1              |            | 1:0        | 0:2          | 2:2 | 4:1          | 2:1          | 4:0         | 1:1                  | 0:3 | 1:1       | 1:1                     | 2:0        | 0:0 |
| Gölcükspor              | 1:0            | 3:1       | 3:0         | 0:3 | 3:1              | 1:1        |            | 1:3          | 1:1 | 7:2          | 0:3          | 0:1         | 1:1                  | 0:0 | 2:0       | 2:1                     | 0:1        | 0:0 |
| İstanbulspor            | 2:0            | 3:1       | 4:1         | 1:0 | 2:2              | 2:1        | 1:1        |              | 2:2 | 1:1          | 2:1          | 0:0         | 0:1                  | 2:0 | 2:1       | 0:0                     | 2:2        | 0:2 |
| Kayseri Şekerspor       | 1:0            | 3:0       | 0:3         | 1:0 | 1:2              | 0:1        | 0:3        | 0:1          |     | 1:2          | 2:1          | 2:1         | 3:3                  | 0:0 | 3:2       | 4:1                     | 1:0        | 1:0 |
| Keçiörengücü            | 3:1            | 4:1       | 1:0         | 3:1 | 0:1              | 2:1        | 2:1        | 3:1          | 2:1 |              | 4:0          | 2:1         | 4:2                  | 1:0 | 0:1       | 2:0                     | 1:0        | 0:0 |
| Kırıkhanspor            | 2:1            | 2:0       | 0:1         | 2:0 | 1:1              | 0:0        | 0:1        | 3:3          | 3:1 | 1:2          |              | 3:1         | 1:1                  | 3:0 | 0:1       | 3:3                     | 2:0        | 2:0 |
| Kocaelispor             | 2:0            | 0:2       | 0:1         | 2:1 | 2:0              | 1:2        | 0:1        | 0:6          | 3:2 | 1:2          | 2:2          |             | 0:1                  | 2:1 | 1:4       | 0:2                     | 2:3        | 1:5 |
| Menemen Belediyespor    | 1:0            | 2:3       | 2:0         | 1:0 | 3:0              | 2:1        | 0:0        | 0:0          | 0:0 | 2:0          | 0:2          | 4:1         |                      | 1:1 | 1:1       | 3:1                     | 0:0        | 2:1 |
| Refahiyespor            | 2:1            | 1:1       | 3:2         | 1:0 | 1:0              | 1:2        | 1:2        | 0:0          | 1:1 | 2:0          | 2:0          | 2:0         | 0:0                  |     | 2:1       | 1:0                     | 1:1        | 0:4 |
| Tuzlaspor               | 6:2            | 1:0       | 2:2         | 2:1 | 4:1              | 3:1        | 3:1        | 0:1          | 1:0 | 2:1          | 3:0          | 4:2         | 2:1                  | 1:0 |           | 2:0                     | 4:1        | 2:1 |
| Üsküdar Anadolu 1908 SK | 3:1            | 0:0       | 1:0         | 3:0 | 0:0              | 2:2        | 0:0        | 3:2          | 0:0 | 1:1          | 0:3          | 2:0         | 0:0                  | 2:1 | 0:1       |                         | 2:0        | 0:4 |
| Yimpaş Yozgatspor       | 1:0            | 0:1       | 1:1         | 2:1 | 1:1              | 3:0        | 1:1        | 0:0          | 1:3 | 0:2          | 3:3          | 2:3         | 0:1                  | 1:0 | 2:1       | 0:0                     |            | 0:1 |
| Yeni Diyarbakırspor     | 4:0            | 4:0       | 1:0         | 0:1 | 1:0              | 1:1        | 1:1        | 0:1          | 4:1 | 1:1          | 2:1          | 1:2         | 2:0                  | 2:0 | 3:1       | 2:1                     | 0:1        |     |

## Play-offs

### 1. Play-off-Gleis
Halbfinale
| Datum             |                      | Ergebnis |                     | Stadion               |
| ----------------- | -------------------- | -------- | ------------------- | --------------------- |
| 12.05.2014, 16:30 | Bergama Belediyespor | 1:2      | Fatih Karagümrük SK | Samsun 19 Mayıs Stadı |
| 12.05.2014, 20:30 | Ankara Demirspor     | 0:1      | Kahramanmaraş BB    | Samsun 19 Mayıs Stadı |

Finale
| Fatih Karagümrük SK                              | Fatih Karagümrük SK | Kahramanmaraş Büyükşehir Belediyespor | Kahramanmaraş Büyükşehir Belediyespor |
| ------------------------------------------------ | --- | --- | ------------------------------------- |
| Fatih Karagümrük SK                              | \| Playoff-Finale \| \| 16. Mai 2014 7 in Samsun (Samsun 19 Mayıs Stadı) \| \| Ergebnis: 3:1 n. V. (1:1, 0:1) \| \| Schiedsrichter: Sinan Cem İyihuylu \| \| Spielbericht \|                                                                          | \| Playoff-Finale \| \| 16. Mai 2014 7 in Samsun (Samsun 19 Mayıs Stadı) \| \| Ergebnis: 3:1 n. V. (1:1, 0:1) \| \| Schiedsrichter: Sinan Cem İyihuylu \| \| Spielbericht \|                                                                                       | Kahramanmaraş Büyükşehir Belediyespor |
| Fatih Karagümrük SK                              | İsmail Çetin – Erhan Kara, Doğan Can Otman, Bahri Can Avcı – Mehmet Özdıraz (112. İbrahim Yay), Yunus Akman (60. Sedat Cengiz), Halil Uysal, Ömercan Öndaş, Kaan Güdü – Recep Akkemik (46. Berke Bıyık), Barış Kazer Cheftrainer: Ercümend Coşkundere | Ferdi Yalçın – Edip Saruhan (64. Kerim Bölük), Devrim Aksongur – Metehan Andaç Özlü (83. Orhan Gazi Kelce), Gökhan Kaya, Serdar Cansu, Abdullah Sönmez, Uğur Yalçın (98. Melih Vardar), Yasin Elmas – Mehmet Fuat Gölbaşı, Volkan Çekiç Cheftrainer: Recep Aydemir | Kahramanmaraş Büyükşehir Belediyespor |
| Fatih Karagümrük SK                              | 1:1 Barış Kazer (71.) 2:1 Barış Kazer (104.) 3:1 Bahri Can Avcı (118.) | 0:1 Metehan Andaç Özlü (42.) | Kahramanmaraş Büyükşehir Belediyespor |
| Fatih Karagümrük SK                              | Yunus Akman (37.), Bahri Can Avcı (44.), Kaan Güdü (99.), Ömercan Öndaş (109.), Mehmet Özdıraz (111.) | Uğur Yalçın (44.), Abdullah Sönmez (65.), Mehmet Fuat Gölbaşı (95.), Yasin Elmas (108.), Orhan Gazi Kelce (110.) | Kahramanmaraş Büyükşehir Belediyespor |
| Fatih Karagümrük SK                              | Sedat Cengiz (110.) | | Kahramanmaraş Büyükşehir Belediyespor |
| Fatih Karagümrük SK                              | Fatih Karagümrük SK ist durch diesen Sieg in die TFF 2. Lig aufgestiegen. | | Kahramanmaraş Büyükşehir Belediyespor |
| Playoff-Finale                                   | | |                                       |
| 16. Mai 2014 7 in Samsun (Samsun 19 Mayıs Stadı) | | |                                       |
| Ergebnis: 3:1 n. V. (1:1, 0:1)                   | | |                                       |
| Schiedsrichter: Sinan Cem İyihuylu               | | |                                       |
| Spielbericht                                     | | |                                       |

### 2. Play-off-Gleis
Halbfinale
| Datum             |                   | Ergebnis              |                     | Stadion                      |
| ----------------- | ----------------- | --------------------- | ------------------- | ---------------------------- |
| 13.05.2013, 16:30 | Batman Petrolspor | 2:2 n. V. (5:4 i. E.) | Elibol Sandıklıspor | Kahramanmaraş 12 Şubat Stadı |
| 13.05.2013, 20:30 | Hacettepe SK      | 3:2                   | Erzurum BB          | Kahramanmaraş 12 Şubat Stadı |

Finale
| Batman Petrolspor                                            | Batman Petrolspor | Hacettepe SK | Hacettepe SK |
| ------------------------------------------------------------ | --- | --- | ------------ |
| Batman Petrolspor                                            | \| Playoff-Finale \| \| 16. Mai 2014 in Kahramanmaraş (Kahramanmaraş 12 Şubat Stadı) \| \| Ergebnis: 0:3 (0:1) \| \| Schiedsrichter: Ercan Hellaç \| \| Spielbericht \|                                                                                                 | \| Playoff-Finale \| \| 16. Mai 2014 in Kahramanmaraş (Kahramanmaraş 12 Şubat Stadı) \| \| Ergebnis: 0:3 (0:1) \| \| Schiedsrichter: Ercan Hellaç \| \| Spielbericht \|                                                                                               | Hacettepe SK |
| Batman Petrolspor                                            | Süleyman Kasap – Ahmet Köseoğlu, Hüseyin Rüzgar, Bilal Kılıç, Tugay Kırcalı, Aykut Karaman (50. Muhammed Fatih Kanat) – Mehmet Tosun (46. Yunus Emre Mest) – Hasan Ahmet Sarı, Uğur Durmuş, Cihan İlkme, Muhammed Kalkan (64. Coşkun Korkmaz) Cheftrainer: Durmuş Çolak | Osman Mert Göktepe – Ahmet Oğuz, Soner Dikmen, Eren Tokat (46. İbrahim Kıymaz), Berat Aydoğdu – Çağrı Bülbül, İrfan Can Kahveci (77. Mahmut Bilir), Turgut Selim Özdemir – Mustafa Öztürk, Berat Tosun, Burak Çolak (85. Recep Karabacak) Cheftrainer: Mustafa Kaplan | Hacettepe SK |
| Batman Petrolspor                                            | 0:1 Berat Tosun (38.) 0:2 Burak Çolak (47.) 0:3 Mustafa Öztürk (90.+2') | | Hacettepe SK |
| Batman Petrolspor                                            | Hüseyin Rüzgar (72.) | Berat Aydoğdu (61.) | Hacettepe SK |
| Batman Petrolspor                                            | Hacettepe SK ist durch diesen Sieg in die TFF 2. Lig aufgestiegen. | | Hacettepe SK |
| Playoff-Finale                                               | | |              |
| 16. Mai 2014 in Kahramanmaraş (Kahramanmaraş 12 Şubat Stadı) | | |              |
| Ergebnis: 0:3 (0:1)                                          | | |              |
| Schiedsrichter: Ercan Hellaç                                 | | |              |
| Spielbericht                                                 | | |              |

### 3. Play-off-Gleis
Halbfinale
| Datum               |              | Ergebnis              |                      | Stadion               |
| ------------------- | ------------ | --------------------- | -------------------- | --------------------- |
| 20.05.2012, 18:00 7 | Tuzlaspor    | 2:2 n. V. (2:4 i. E.) | Menemen Belediyespor | Konya-Atatürk-Stadion |
| 21.05.2012, 18:00 7 | İstanbulspor | 2:3                   | Yeni Diyarbakırspor  | Konya-Atatürk-Stadion |

Finale
| Menemen Belediyespor                            | Menemen Belediyespor | Yeni Diyarbakırspor | Yeni Diyarbakırspor |
| ----------------------------------------------- | --- | --- | ------------------- |
| Menemen Belediyespor                            | \| Playoff-Finale \| \| 19. Mai 2014 7 in Konya (Konya-Atatürk-Stadion) \| \| Ergebnis: 1:0 (0:0) \| \| Schiedsrichter: Ömer Faruk Ocak \| \| Spielbericht \|                                                                                              | \| Playoff-Finale \| \| 19. Mai 2014 7 in Konya (Konya-Atatürk-Stadion) \| \| Ergebnis: 1:0 (0:0) \| \| Schiedsrichter: Ömer Faruk Ocak \| \| Spielbericht \|                                                   | Yeni Diyarbakırspor |
| Menemen Belediyespor                            | Umut Kaya – Menderes Korkmaz, Efe Karaoğlu, Murat Erdemir – Ersin Aslantoğ, Samet Günhan, Yasin Güreler, Muhammed Bulut, Mazlum Demir – Fatih Selimhan Solmaz (66. Samet Samancı), Tayfur Emre Yılmaz (66. Burhanettin Çakırefe) Cheftrainer: Taner Taşkın | Serkan Demirol – Gökhan Payal, Emrah Kiraz, Mustafa Kuru – Hüsnü Zeybekoğlu (59. Hasan İnci), Cemal Doğu, Rıdvan Sönmez, Atilla Erel, Hüseyin Demir – Serdar Karaduman, Özcan Polat Cheftrainer: Fethi Çokkeser | Yeni Diyarbakırspor |
| Menemen Belediyespor                            | 1:0 Burhanettin Çakırefe (86.) | | Yeni Diyarbakırspor |
| Menemen Belediyespor                            | Özcan Polat (25.) | | Yeni Diyarbakırspor |
| Menemen Belediyespor                            | Menemen Belediyespor ist durch diesen Sieg in die TFF 2. Lig aufgestiegen. | | Yeni Diyarbakırspor |
| Playoff-Finale                                  | | |                     |
| 19. Mai 2014 7 in Konya (Konya-Atatürk-Stadion) | | |                     |
| Ergebnis: 1:0 (0:0)                             | | |                     |
| Schiedsrichter: Ömer Faruk Ocak                 | | |                     |
| Spielbericht                                    | | |                     |

## Torschützenliste
Der Türkische Fußballverband (TFF) führt für alle drei Gruppen der TFF 3. Lig separate Torschützenlisten, bestimmt aber den Torschützenkönig aus einer einzigen zusammengefügten Torschützenliste. In der Liste werden nur die Tore im regulären Ligabetrieb gezählt. Tore die in der Playoffphase erzählt wurden, werden vom Fußballverband nicht in der Torschützenliste berücksichtigt.
| Pl. | Nat.   | Spieler          | Verein            | Tore |
| --- | ------ | ---------------- | ----------------- | ---- |
| 1   | Turkei | Yıldıray Koçal   | Keçiörengücü      | 26   |
| 2   | Turkei | Hasan Ahmet Sarı | Batman Petrolspor | 23   |
| 3   | Turkei | Fatih Çakır      | Yeşil Bursa SK    | 18   |
| 4   | Turkei | Yakup Alkan      | Tuzlaspor         | 17   |
| 5   | Turkei | Yavuz Odabaşı    | İstanbulspor      | 16   |
| 6   | Turkei | Mustafa Kaya     | Silivrispor       | 15   |
| 6   | Turkei | Berat Tosun      | Hacettepe SK      | 15   |

## Die Meistermannschaften

### Ümraniyespor (Gruppe 1)
| 1. | Ümraniyespor |
|    | - Tor: Selçuk Aslan (17 Spiel/kein Tor); Burak Öğür (10/-); Metehan Erdem (2/-) - Abwehr: Samet Asatekin (26/2); Mustafa Çakır (25/3); Tuğrul Göksel (24/-); Ömer Tunç (22/-); Akın Karaaslan (20/1); Polat Güren (17/1); Doğukan Pala (10/-) - Mittelfeld: Bahadır Taşdelen (29/8); Bulut Kaya (26/-); Samet Albayrak (24/6); Mucahit Albayrak (24/1); Yasin Tosun (23/1); Abdülkadir Parmak (17/1); Mahir Aydın (5/-); Harun Özdemir (2/-); Ömerül Faruk İşler (25/1) - Angriff: Tarık Tekdal (27/1); Özer Kutlu (26/8); Cebrail Serçek (20/-); Veysi Öz (13/3); Tahir Kurt (10/10); Yemen Taş (7/-); Alihan Barışçı (2/-) - Trainer: Ergun Ortakçı |

### Düzyurtspor (Gruppe 2)
| 1. | Düzyurtspor |
|    | - Tor: Mustafa Hoşoğlu (33/-); Mehmet Üçüncü (2/-); Bünyamin Dilaver (1/-) - Abwehr: Halit Gündoğdu (32/1); Gürkan Durmuş (32/2); Samet Aydın (31/-); Erdinç Kedikli (24/1); Burhanettin Sever (6/-); Murat Kan (2/-) - Mittelfeld: Yetkin Demir (30/5); Coşkun Arslan (27/2); Hüseyin Terzi (25/1); Hakan Aydın (22/7); Uğur Dilli (21/-); Volkan Bekci (16/6); Nurullah Dağaşan (15/3); Hakan Yağmurkaya (12/3); Raif Gündoğdu (11/-); Barış Serbest (6/-) - Angriff: Halil İbrahim Cenik (31/12); Utku Demirel (27/4); Murat Yetimhellaç (201); Hayri Mert Yomralıoğlu (5/-); Yasin Reis (4/-) - Trainer: Serdar Şahin |

### Keçiörengücü (Gruppe 3)
| 1. | Keçiörengücü |
|    | - Tor: Burak Onur (32/-); Kıvanç Küçükkarış (1/-); Taner Kayakıran (1/-); Mustafa Söylemez (1/-) - Abwehr: Osman Özçelik (32/1); Sinan Morgil (32/-); Hüseyin Güngör (32/-); Sedat Yüce (23/1); Yakup Demir (15/1); Vedat Taşdemir (-/-) - Mittelfeld: Yasin Şahan (25/-); Mikail Koçak (24/-); Tolgahan Erbay (22/-); Serdar Ümit Deniz (21/-); Mehmet Yılmaz (19/1); Sinan Kalaycı (15/1); Mehmet Atik (8/-); İskender Özbalta (4/1); Eren Ahmet Balkan (4/2) - Angriff: Yıldıray Koçal (34/26); Ahmet Baykal (26/3); Emrah Ekmekci (21/-); Hasan Üstübücü (20/5); Emre Kart (16/2); Ahmet Güven (14/5); İsmail Türk (11/1) - Trainer: Ahmet Yavuz |